# Jean-Michel Boiron
Jean-Michel Boiron est un athlète français, né le 23 août 1945, vétéran de l'ultrafond revendiquant plus de 400 épreuves de course à pied de 100 km, soit un tour du monde en courant.

## Biographie
Jean-Michel Boiron revendique plus de 400 épreuves de course à pied de 100 km, – le record étant actuellement détenu par Henri Girault avec plus de 600 réalisations – et plus de 200 marathons.

## Records personnels
Statistiques de Jean-Michel Boiron d'après la Deutsche Ultramarathon-Vereinigung (DUV) :
- Marathon : 2 h 51 min 20 s au marathon de Cierrey en 1989[4]
- 50 km : 4 h 27 min 3 s aux championnats du monde IAU des 100 km de Winschoten en 1995 (50 km split)
- 100 km : 8 h 2 min 41 s aux 100 km de Vendée en 1989
- 12 h : 70,8 km aux 24 heures d'Arcueil en 2011 (12 h split)
- 24 h : 105,691 km aux 24 heures d'Arcueil en 2011